# Kutno-Wschód (gromada)
Kutno-Wschód – dawna gromada, czyli najmniejsza jednostka podziału terytorialnego Polskiej Rzeczypospolitej Ludowej w latach 1954–1972.
Gromady, z gromadzkimi radami narodowymi (GRN) jako organami władzy najniższego stopnia na wsi, funkcjonowały od reformy reorganizującej administrację wiejską przeprowadzonej jesienią 1954 do momentu ich zniesienia z dniem 1 stycznia 1973, tym samym wypierając organizację gminną w latach 1954–1972.
Gromadę Kutno-Wschód z siedzibą GRN w mieście Kutnie (nie wchodzącym w jej skład) utworzono 1 lipca 1968  w powiecie kutnowskim w woj. łódzkim z obszarów zniesionych gromad: Bielawki, Gołębiew Stary  i Sójki (bez wsi Bociany) w tymże powiecie; równocześnie do nowo utworzonej gromady Kutno-Wschód przyłączono wieś i PGR Głogowiec ze zniesionej gromady Siemianów w tymże powiecie.
Gromada przetrwała do końca 1972 roku, czyli do kolejnej reformy gminnej. 1 stycznia 1973 w powiecie kutnowskim reaktywowano zniesioną w 1954 roku gminę Kutno.